# إدوارد أوليف
إدوارد أوليف (بالإنجليزية: Edward Olive)‏ هو مصور أيرلندي، ولد في 4 يناير 1970 في دبلن في جمهورية أيرلندا.

## وصلات خارجية
- إدوارد أوليف على موقع IMDb (الإنجليزية)
- إدوارد أوليف على موقع كينوبويسك (الروسية)